# Ла Тур д’Овернь, Мари Луиза де
Мария Луиза де Ла Тур д’Овернь, принцесса де Гемене, герцогиня де Монбазон (Мария Луиза Генриетта Жанна; фр. Marie Louise Henriette Jeanne de La Tour d'Auvergne; 15 августа 1725—1793) — французская дворянка из дома Ла Тур д’Овернь. В замужестве — принцесса де Гемене.

## Биография
Родилась 15 августа 1725 года в Отеле де Буйон (фр.), Париж. Единственная дочь Шарля Годфруа де Ла Тур д’Овернь (1706—1771) и Марии Каролины Собеской (1697—1740), внучки короля Речи Посполитой Яна III Собеского и старшей сестры Марии Клементины Собеской, жены Джеймса Фрэнсиса Эдварда Стюарта. У нее был младший брат Годфруа Шарль Анри (1728—1792), который сменил их отца в 1771 году на посту герцога Буйонского.
Правнучка короля Речи Посполитой Яна III Собеского, она также была исключительно богатой наследницей. Из-за последнего король Франции Людовик XV проявил большой личный интерес к её брачным перспективам.
Мадемуазель д’Овернь была предполагаемой невестой Оноре III, принца Монако. Он был сыном покойной Луизы Ипполиты, принцессы Монако, и её супруга Жака Гойона де Матиньона. Несмотря на то, что планы брака были объявлены властям 26 января 1741 года, в конце концов брак так и не состоялся.
В конце концов она вышла замуж за Жюля Эркюля Мериадека де Рогана, герцога де Монбазона и принца де Гемене (1726—1800).
Пара поженилась в Париже 19 февраля 1743 года, когда ей еще не было семнадцати. Он был сыном Эркюля Мериадека де Роана, герцога Монбазона, принца Гемене (1688—1757) и Луизы Габриэль Жюли де Роган (1704—1741). Через два года у них родился сын.
Через свою мать Мария Луиза могла считать императрицу Священной Римской империи и курфюрстину Саксонии двоюродными сестрами. Её тетя, Анна Мария Луиза де Ла Тур д’Овернь, уже вышла замуж за представителя дома де Роган, которые при версальском дворе считались иностранными принцами. Роганы носили стиль «высочество» и превосходили некоторых других членов королевского двора по рангу.
В ноябре 1746 года Мария-Луиза заболела оспой, которая в те дни часто была смертельной болезнью.
Во время ее выздоровления её семья получила письмо с соболезнованиями от ее двоюродного брата Чарльза Эдварда Стюарта (1720—1788), также известного как «Молодой претендент». Придя в себя, в августе 1747 года пара встретилась, и Мария Луиза страстно влюбилась в этого двоюродного брата, который ответил ей взаимностью, и у них начался роман.
В кругах Луизы супружеская измена была широко признана, если это делалось незаметно. Однако, поскольку ни Мария Луиза, ни её муж раньше не изменяли друг другу, её свекровь очень строго следила за ней, поскольку её муж служил во французской армии в Нидерландах, а её свекровь приказала слугам охранять её добродетель. Затем Мария-Луиза и Чарльз прибегли к тайным полуночным поездкам в каретах; однако её свекровь предупредила парижскую полицию, которая сообщила о том, что произошло.
Через некоторое время Мария Луиза обнаружила, что беременна, и переспала со своим вернувшимся мужем, чтобы заставить его поверить, что он отец, но это привело ревнивого Чарльза в ярость, и он устроил сцену.
Однако муж Марии Луизы ничего не предпринял, и поползли слухи. В январе 1748 года, столкнувшись лицом к лицу с собственным отцом, а также со свекровью, Мария-Луиза была вынуждена написать Чарльзу, чтобы прекратить их роман. Тем не менее Чарльзу все же разрешили навестить её и её семью, чтобы опровергнуть слухи об их романе.
В отчаянии Мария-Луиза написала Чарльзу ещё несколько писем, угрожая покончить с собой, если он не приедет навестить её. Он сделал это примерно три месяца спустя, снова на полуночном свидании, но только для того, чтобы сказать ей, что у него появилась новая любовница, Клементина Уокиншоу. Позже Клементина родила Шарлотту Стюарт, герцогиню Олбани, единственную из детей Чарльза, пережившую младенчество.
28 июля 1748 года Мария Луиза родила сына, которого окрестила Шарлем Годфруа Софи Жюль Мари де Роган. Именно её свекровь написала отцу Шарля, «Старому претенденту», в Рим, чтобы сообщить о новостях, но не о том, что этот ребенок был его внуком. Несмотря на то, что он был принят в качестве члена семьи де Роган, в нескольких генеалогических книгах отмечается тот факт, что Роганы больше не упоминают этого ребенка. Предположительно, Шарль Годфруа умер в возрасте около пяти месяцев, либо в декабре 1748 года, либо 18 января 1749 года.
Луиза прожила по крайней мере еще тридцать три года и, по-видимому, больше никогда не изменяла. Судя по всему, она была хорошей женой и матерью своему первенцу, но больше у неё никогда не было детей. Она время от времени появлялась при королевском дворе, затем в более позднем возрасте стала религиозной и посвящала большую часть своего времени благотворительности.
Когда она умерла, она тоже была похоронена в монастыре Ле-Фельян вместе со своим вторым ребенком. Однако существует неопределенность относительно того, когда именно она умерла: либо естественным путем в сентябре 1781 года, либо на гильотине в 1793 году. Последнее широко распространено.
Именно благодаря Марии Луизе нынешние принцы де Гемене являются претендентами на герцогство Буйонское.

## Дети
- Анри Луи Мари де Роан, герцог де Монбазон, принц де Гемене (31 августа 1745 — 24 апреля 1809), женился на Виктории де Роган и имел детей; она была сестрой принцессы Конде
- Шарль Годфруа Софи Жюль Мари де Роган (28 июля 1748 — декабрь 1748), незаконнорожденный ребенок.

## Художественная литература
Луиза — персонаж романа Дианы Гэблдон 1992 года «Стрекоза в Янтаре», которую Клэр Сермонн сыграла во 2 сезоне телевизионной адаптации «Чужестранка».